# Taeniophyllum brunnescens
Taeniophyllum brunnescens är en orkidéart som beskrevs av Rudolf Schlechter. Taeniophyllum brunnescens ingår i släktet Taeniophyllum och familjen orkidéer. Inga underarter finns listade i Catalogue of Life.